# Estació de Santa Llocaia
Santa Llocaia (en francès i oficialment Gare de Sainte-Léocadie) és una estació de ferrocarril de la línia de tren groc o línia Vilafranca de Conflent-Tor de Querol situada al nucli de la Vall de Lluç, al nord de la comuna de Santa Llocaia, a l'Alta Cerdanya. A la parada s'hi aturen trens regionals i de caràcter turístic de TER d'Occitània de la SNCF.
L'estació es posa en servei el 29 de juny de 1911 en inaugurar-se el segon tram ferroviari des de Montlluís fins a la Guingueta d'Ix de la línia d'ample mètric que havia d'unir Vilafranca de Conflent i la Tor de Querol. Es una parada opcional o facultativa, on nomes els trens hi paren a petició o quan es troben passatgers a l'estació.

## Serveis ferroviaris
| Procedència/Destinació    | <     | Línia     | >  | Procedència/Destinació                  |
| ------------------------- | ----- | --------- | -- | --------------------------------------- |
| TER d'Occitània           |       |           |    |                                         |
| La Tor de Querol - Enveig | Oceja | Tren groc | Er | Vilafranca de Conflent - Vernet - Fullà |